# Mancomunitat Arribes del Duero
Burguillos és una mancomunitat de municipis de la província de Salamanca, que té com a cap Villarino de los Aires. Està formada pels municipis de:
- La Vídola
- La Peña
- Pereña de la Ribera
- Villarino de los Aires (Anejos: Cabeza de Framontanos i La Zarza de Don Beltrán)